# 46th Street – Bliss Street
46th Street – Bliss Street – stacja metra nowojorskiego, na linii 7. Znajduje się w dzielnicy Queens, w Nowym Jorku i zlokalizowana jest pomiędzy stacjami 52nd Street i 40th Street – Lowery Street. Została otwarta 21 kwietnia 1917.